# Neovossia brachypodii
Neovossia brachypodii är en svampart som först beskrevs av Mundk., och fick sitt nu gällande namn av Mundk. & Thirum. 1951. Neovossia brachypodii ingår i släktet Neovossia och familjen Tilletiaceae.   Inga underarter finns listade i Catalogue of Life.